# Долина реки Сходни в Куркине
Долина реки Сходни в Куркино — природный парк в Москве, находится под государственной охраной с 1985 года, особо охраняемая природная территория регионального значения с сентября 2003 года. Парк имеет площадь 245,5 гектаров, занимает часть поймы реки Сходни и близлежащие возвышенности. Парк находится в подведомственном подчинении Дирекции природных территорий «Москворецкий» ГПБУ «Мосприрода».

## История
Берега Сходни были исторически богаты дичью и рыбой и были популярными охотничьими и рыболовными угодьями. В XVII веке на береге Сходни в окрестностях Куркино была заложена усадьба князей Воротынских, одного из знатнейших родов Царства Русского, и была построена каменная церковь во имя Владимирской иконы Божией Матери. Со временем усадьба стала популярной загородной резиденцией, откуда дворяне отправлялись на охоту, в том числе, соколиную.
Другими жителями Куркино, оказавшим большое влияние на историю этих мест, стал врач-терапевт Григорий Захарьин и его сын Сергей Григорьевич, который в 1906 году арендовал полевые и луговые земли вокруг семейной дачи у крестьянского общества. По условиям соглашения Захарьин уплатил вперёд за 12 лет, крестьяне получили право пользовать пашней и сенокосом, но на территории было запрещено открытие кабаков, трактиров, торговых и промышленных заведений, строительство складов и свалка нечистот.
Первое масштабное исследование окрестностей Куркино было проведено в 1980-х, когда поселение вошло в состав Москвы, и планировалось к застройке экспериментальным жильём. Учёные были удивлены разнообразием и численностью редких для Москвы животных и растений, и в 1985 году территория вблизи Сходни и её притоков получила статус охраняемых ландшафтов города Москвы.
16 сентября 2003 году постановлением Правительства Москвы за подписью мэра города Юрия Лужкова ландшафтный заказник «Долина реки Сходни в Куркино» получил статус особо охраняемой природной территории регионального значения после обнаружения на его территории редкого вида бабочек. В состав новой ООПТ вошли Захарьинская, Сходненская и Юровская поймы, в том числе — церковь, поповский садик около неё и Захарьинская больница. По парку были расставлены стенды с фотографиями и описаниями редких растений и животных.

## Характеристики
Природный парк занимает 245,5 гектаров и тянется вдоль левого берега Сходни на 5,5 километров на территории района Куркино в Северо-Западном административном округе. Парк имеет сложный рельеф, который делит его на 2 условные части. Южная расположена непосредственно вокруг Сходни и её родниковых притоков, прилегает к Алёшкинскому лесу у Новокуркинского шоссе. Северная занимает крутой склон и долину Машкинского ручья. Между частями парка расположен практически рассекающих их гольф-клуб.

### Флора и фауна
После присвоения парку статуса особо охраняемой природной территории в 2004—2007 годах были проведены подробные исследования животного и растительного мира Куркино. В парке были выявлены 462 вида сосудистых растений, 12 видов редких мхов, 151 вид позвоночных животных. В природном парке произрастают вязы, ивы и серая ольха, были впервые в московском регионе обнаружены качим изящный и тополь китайский. В парке находится крупнейшая в Москве популяция дикорастущих орхидей (пальчатокоренников мясо-красного, кровавого и балтийского, тайника яйцевидного и дремлика болотного), вторая в городе и области популяция горечавки крестовидной, обнаружены исчезающие герань Роберта и лук Вальдштейна Также в парке произрастают эхиноцистис лопастный, горечавка, купена, медуница, страусник, кубышка. 64 вида сосудистых растений Долины реки Сходни в Куркино внесены в Красную книгу Москвы.
В парке обитают следующие животные: чёрный хорь, ласка, горностай, Ондатра и американская норка, заяц-русак, лисица, ящерица живородящая, уж обыкновенный, тритон обыкновенный и другие. На территории долины Сходни гнездится 81 вид птиц: соловей, лесной конёк, белоспинный дятел, дрозд-рябинник, певчий дрозд, иволга, ястребиная славка, ушастая сова, чеглок, пустельга, а также редкие осоед, ястребиная славка, кулики, чибисы, перевозчик, черныш, малый зуёк и крачка. Около 80 обитателей парка включены в Красную книгу Москвы. В Сходне и её притоках обитают более 20 видов рыб, в том числе голавль, щука, линь, елец, пескари и обыкновенный гольян.

### Рекреационные возможности
Парк адаптирован для посетителей разных возрастов. На его территории есть развитая сеть экологических троп с деревянным настилом и грунтовых дорожек. Основные названы по поймам Сходни: экотропа в Захарьинской пойме и экотропа в Куркинской пойме. На территории, относящейся к микрорайону № 11, оборудована рекреационная зона с детскими площадками, беседками, скамейками и урнами. В парке также есть аптекарский огород, сад редких растений и 4 пикниковые зоны, оборудованные для приготовления шашлыка. В парке расположена одна из немногочисленных в черте города горнолыжных трасс протяжённостью 200 метров с перепадом высот 40 метров, оборудованная подъёмниками и учебными спусками. В северной части парка, относящейся к микрорайонам № 1 и № 11, зимой работает каток. Парк сотрудничает с летними городскими лагерями, детскими садами и школами, организует экскурсии на историческую и природную тематику.

### Достопримечательности
Историческая достопримечательность парка — храм Владимирской иконы Божией Матери в Куркине 1672—1678 годов постройки с колокольней, возведённой в 1846—1850 годах. На церковном кладбище находится усыпальница семьи Захарьевых работы Фёдора Шехтеля. Склеп украшен мозаикой с изображением распятого Иисуса, выполненной по эскизу Виктора Васнецова. Захарьины сделали многое для местных жителей: помогали бедным крестьянам, жертвовали храму, защищали природу. После того, как Григорий Захарьин скончался от туберкулёза, в 1915 году семья построила на территории имения туберкулёзную лечебницу в его память. Впоследствии она служила военным госпиталем и санаторием, в настоящее время там располагается Туберкулёзная клиническая больница № 3 имени профессора Г. А. Захарьина. В память погибшим в годы Великой Отечественной войны неподалёку от храма была организована Аллея славы, и после создания парка она вошла в его территорию.

## Угрозы парку
В 2007 году при участии префекта Северо-западного административного округа Виктора Козлова в долине реки Сходни был сооружён коттеджный посёлок, часть которого в нарушение действовавшего законодательства оказалась в границах особо охраняемой природной территории. Часть территории посёлка была передана в долгосрочную аренду супруге префекта, также на территории ООПТ оказалась часть участка бывшего начальника главного управления по борьбе с организованной преступностью МВД России генерал-майора Анатолия Петухова. После обращения политика Сергея Митрохина прокуратура провела проверку, были возбуждены уголовные дела, префект был отправлен в отставку, однако не был привлечён к уголовной ответственности. В 2013 году Митрохин вместе с гражданскими активистами проник на территорию коттеджного посёлка, где обнаружил капитальные постройки, ландшафтный декор, парк в английском стиле, водопад и пруд с декоративными карпами.
Парк расположен на левом берегу Сходни, а сама река служит границей Москвы и Московской области. Территория на правом берегу долгое время относилась к землям сельскохозяйственного назначения, но после административной реформы 2005 года вошла в состав земель городского округа Химки. Вскоре после этого компания «Северная страна» получила в администрации Химок разрешение на строительство в долине Сходни многоэтажных домов, однако вместо начала строительства уступила участок девелоперской компании «Химки Групп», принадлежащей Антону Винеру, сыну тренера по художественной гимнастике Ирины Винер, супруги Алишера Усманова. Компания запланировала строительство на участке комплекса «Олимпийская деревня», включающего жилые дома и Международную академию спорта имени Ирины Винер, который позиционировала как социально-ориентированный проект без привлечения бюджетного финансирования. Проект вызвал беспокойство местных жителей и экологов, поскольку строительство на Сходне, загрязнение реки строительными и бытовыми отходами могли привести к невосполнимому ущербу всей экосистеме реки, включая природный парк на противоположном берегу. Также опасения экологов вызвал план укрепления берегов габионами, которое вызвало бы повышение температуры воды и создало бы благоприятные условия для роста ядовитых сине-зелёных водорослей. Многочисленные пикеты и обращения в различные инстанции возымели эффект: президент России Дмитрий Медведев поручил губернатору Московской области Борису Громову проверить факты нарушений природоохранного и градостроительного законодательства, и работы были вскоре прекращены. Спустя 5 дней после прекращения президентских полномочий Медведева и 6 дней после прекращения губернаторских полномочий Громова заместитель главы химкинской администрации выдал новое разрешение на строительство. Несмотря на новые протесты, строительные работы возобновились, в 2013 году «Химки Групп» перешли под контроль USM Holdings, и на 2015 год завершением проекта занимались структуры Алишера Усманова.